# Свети Николай Дексиин
„Свети Николай Дексиин“ (на гръцки: Άγιος Νικόλαος της Δεξιάς) е възрождеска православна църква в южномакедонския град Бер (Верия), Егейска Македония, Гърция. Храмът е част от енория „Свети Георги“. Църквата носи името си по разположената на юг „Света Богородица Дексия“, която е била енорийската ѝ църква.

## История
Църквата е издигната в края на XVIII век. В архитектурно отношение представлява еднокорабен, почти квадратен храм с двускатен покрив, иззидан от пясъчник. Стенописите не са запазени, но иконостасните икони според надписа датират от времето на изграждането на храма.